# Iñaki Gastón
Iñaki Gastón Crespo (Bilbao, Biscaia, Espanha; 25 de maio de 1963) foi um ciclista espanhol, profissional entre os anos 1984 e 1994, durante os quais conseguiu 40 vitórias.

## Trajectória
Destacou, sobretudo, em etapas de montanha. Nas Grandes Voltas, a excepção de triunfos isolados não conseguiu bons resultados.
Foi um dos melhores escudeiros de Tony Rominger no Clas-Cajastur junto com outros ilustres como Fede Etxabe ou Jon Unzaga. Na Volta a Espanha do 93, foi vital para Tony Rominger quando se escapou baixando o porto da Cobertoria no meio de um grande dilúvio, dilapidando todas as opções de Alex Zülle, quem se caiu baixando dito porto. Rominger acabou ganhando aquela Volta, com mal meio minuto de vantagem sobre Zülle.
Na Volta a Espanha, o seu melhor resultado foi o 7.º lugar conseguido em 1989. Ademais, também foi 11.º em 1993, 12.º em 1986 e 1987 e 14.º em 1990 e 1991. No Tour de France, o seu melhor resultado foi um 38.º lugar obtido em 1985.
No Giro d'Italia, terminou 23.º em 1991, na que foi a sua única participação, se levando o maillot da montanha. Nesse mesmo ano conseguiu a façanha de finalizar as três grandes voltas.

## Vida pessoal
Teve dois filhos: Lander, nascido em 1991, e uma filha chamada Leire , nascida em 1994.

## Palmarés
| - 1984 - Volta à La Rioja, mais 2 etapas - 1 etapa da Volta a Aragão - 1 etapa da Volta a Valencia - Clássica dos Portos - 1985 - Subida a Arrate - Clássica de Sabiñánigo - Clássica de Ordizia - 1986 - Clássica de San Sebastián - Subida a Arrate - 1987 - 1 etapa da Volta a Galiza - Volta às Astúrias, mais 4 etapas - 1 etapa da Volta a Espanha - 1 etapa da Bicicleta Eibarresa (Subida a Arrate) - Hucha de Ouro | - 1988 - 1 etapa da Volta a Galiza - 2 etapas da Semana Catalã - 2 etapas da Volta a Espanha - 1989 - Volta a Aragão - 1990 - Semana Catalã - 1 etapa da Volta a Aragão - 1 etapa da Volta à Catalunha - G.P. Primavera - 1991 - Classificação da montanha do Giro d'Italia - 1993 - 1 etapa da Semana Catalã |

## Resultados em Grandes Voltas e Campeonato do Mundo
Durante a sua carreira desportiva tem conseguido os seguintes postos nas Grandes Voltas e nos Campeonatos do Mundo em estrada:
| Carreira           | 1984 | 1985 | 1986 | 1987 | 1988  | 1989 | 1990 | 1991 | 1992 | 1993 | 1994 |
| ------------------ | ---- | ---- | ---- | ---- | ----- | ---- | ---- | ---- | ---- | ---- | ---- |
| Giro d'Italia      | -    | -    | -    | -    | -     | -    | -    | 23.º | -    | -    | -    |
| Tour de France     | -    | 38.º | 75.º | Ab.  | 112.º | Ab.  | -    | 61.º | Ab.  | 78.º | -    |
| Volta a Espanha    | -    | 21.º | 12.º | 12.º | 35.º  | 7.º  | 14.º | 14.º | Ab.  | 11.º | 59.º |
| Mundial em Estrada | -    | -    | -    | -    | -     | 40.º | 17.º | -    | -    | -    | -    |

-: Não participa

Ab.: Abandono

## Equipas
- Reynolds (1984-1985)
- Kas (1986-1987)
- Kelme (1988-1989)
- CLAS-Cajastur (1990-1993)
- Mapei (1994)